# نيكون دي 5200
نيكون دي 5200 (بالإنجليزية: Nikon D5200)‏ كاميرا احترافية من إنتاج شركة نيكون 24.1 ميجا بيكسل وقد طرحت في السوق في نوفمبر 2012

## مواصفات
دقة وضوح الكاميرا الجديدة يأتي بزيادة قدرها 50 % مقارنة بالموديل السابق D5100 مما يوفر لقطات أفضل مناسبة للمحترفين. ومن ضمن الوظائف الجديدة بالكاميرا D5200، وظيفة التركيز التلقائي المزودة بـ 39 نطاق قياس، التي تتيح مزيداً من الدقة عند إجراء التركيز التلقائي. وكما هو الحال مع الموديلات الأخرى يتمكن المستخدم من طي الشاشة مقاس 3 بوصة وتحريكها، إلا أن الكاميرا D5200 تأتي مُزودة بمحدد منظر إلكتروني. وتتمكن كاميرا نيكون من تسجيل مقاطع الفيديو بالدقة الفائقة الكاملة Full HD، ويمكنها التقاط 30 صورة في الثانية. وتتوافر الكاميرا D5200 مع عدسة Nikkor نظير تكلفة تبلغ نحو 399 دولاراً أمريكياً.